# Ка-29

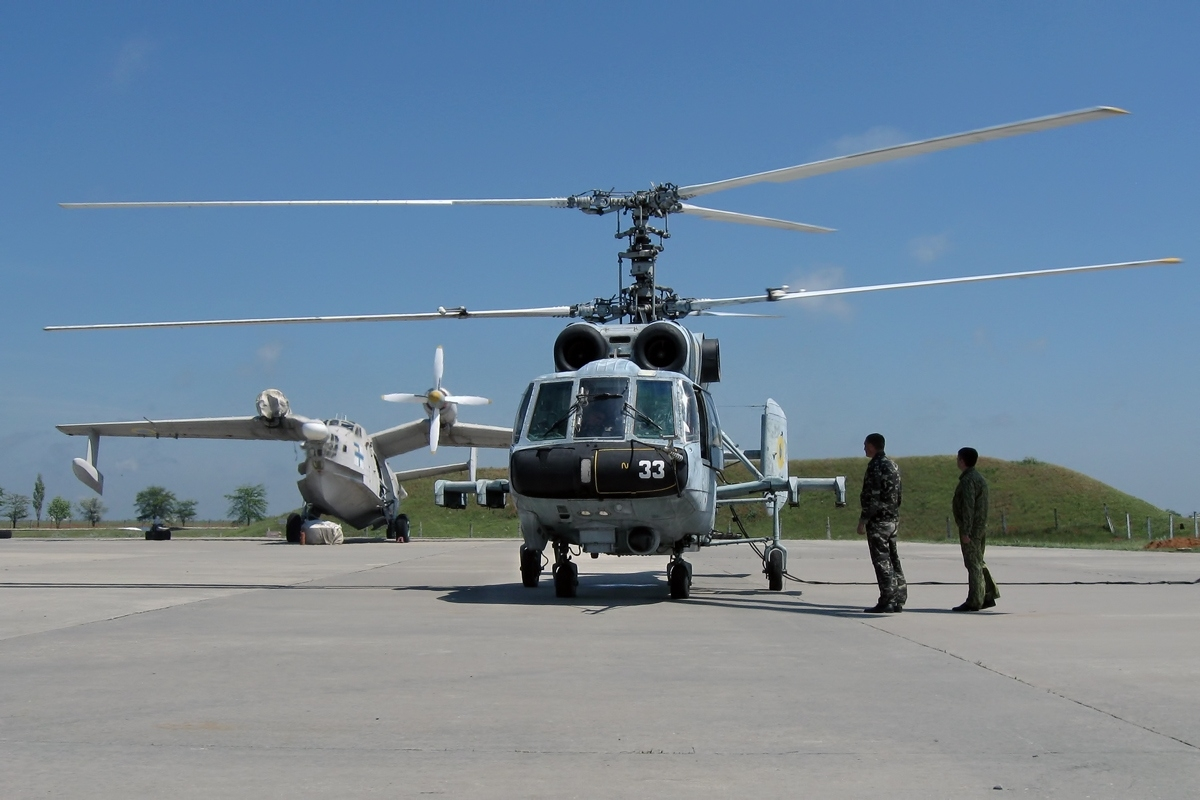
Ка-29

Ка-29 (виріб 502, по класифікації НАТО: Helix-B) — радянський корабельний транспортно-бойовий вертоліт, подальший розвиток вертольота Ка-27.

## Призначення
Призначений для десантування з кораблів підрозділів морської піхоти і їхньої вогневої підтримки, транспортування різних вантажів та ін.

## Технічні характеристики
Розроблений в ОКБ ім. Н. І. Камова на початку 1980-х років.
- Екіпаж: 2 особи
- Пасажиромісткість: 16 десантників з особистою зброєю або 10 поранених, включаючи чотирьох на ношах
- Довжина фюзеляжу: 12,25 м
- Ширина фюзеляжу: 3,8 м
- Діаметр несучих гвинтів: 15,9 м
- Висота: 5,44 м
- Маса:
  - нормальна злітна: 11000 кг
  - максимальна злітна: 11500 кг
  - бойового навантаження: 1850 кг
  - вантажу в транспортній кабіні: 2000 кг
  - вантажу на зовнішній підвісці: 3000 кг
- Максимальна експлуатаційне перевантаження: 2,3 g
- Силова установка: 2 × ТВаД ТВ3-117В
  - потужність: 2 × 2250 к.с.

### Льотні характеристики
- Крейсерська швидкість: 235 км/год
- Максимальна швидкість у горизонтальному польоті: 280 км/год
- Дальність польоту:
  - практична: 460 км
  - перегоночна: 740 км
- Стеля:
  - Статична стеля: 3700 м
  - Динамічна стеля: 4300 м
- Максимальна скоропідйомність: 15,5 м/с

### Озброєння
- Стрілецько-гарматне:
  - вбудоване: кулемет 9-A-622 калібру 7,62 мм у рухомій установці з боєзапасом 1800 патронів
  - додаткове: 2 × універсальні гарматні контейнери УПК-23-250 з гарматою ГШ-23Л та боєзапасом 250 снарядів
- Точки підвіски: 4
- Керовані ракети:
  - ПТРК 9К113 «Штурм-В» з ПТУР 9М114 «Кокон» або 9М120 «Атака» (до 8 шт.)
- НАР:
  - С-5 (до 128 шт.) у блоках УБ-32 (до 4-х) або С-8 (до 80 шт.) у блоках Б-8В20А (до 4-х)
- Бомбове озброєння: 2 × авіаційні бомби#Запальні та об'ємно-детонуючі ЗБ-500

## Аварії та катастрофи
- 5 березня 2024 року один екземпляр гвинтокрила Ка-29, що базувався на борту корабля ВМФ РФ «Сергій Котов» був знищений разом з кораблем[2].
- 22 червня 2024 року корабельний транспортно-бойовий вертоліт Ка-29 був збитий російським ППО в Анапі (РФ)[3].

## Оператори
Дійсні
- Авіація ВМФ Росії — 88[4]
- Авіація ВМС України